# Спринг-Лейк (Флорида)
Спринг-Лейк (англ. Spring Lake) — статистически обособленная местность, расположенная в округе Эрнандо (штат Флорида, США) с населением в 327 человек по статистическим данным переписи 2000 года.

## География
По данным Бюро переписи населения США статистически обособленная местность Спринг-Лейк имеет общую площадь в 9,06 квадратных километров, из которых 8,81 кв. километров занимает земля и 0,26 кв. километров — вода. Площадь водных ресурсов округа составляет 2,87 % от всей его площади.
Статистически обособленная местность Спринг-Лейк расположена на высоте 67 м над уровнем моря.

## Демография
По данным переписи населения 2000 года в Спринг-Лейк проживало 327 человек, 96 семей, насчитывалось 126 домашних хозяйств и 130 жилых домов. Средняя плотность населения составляла около 36,09 человек на один квадратный километр. Расовый состав населённого пункта распределился следующим образом: 98,17 % белых, 0,31 % — коренных американцев, 0,92 % — азиатов, 0,61 % — представителей смешанных рас, Испаноговорящие составили 5,50 % от всех жителей статистически обособленной местности.
Из 126 домашних хозяйств в 33,3 % воспитывали детей в возрасте до 18 лет, 69,0 % представляли собой совместно проживающие супружеские пары, в 7,1 % семей женщины проживали без мужей, 23,8 % не имели семей. 19,0 % от общего числа семей на момент переписи жили самостоятельно, при этом 7,9 % составили одинокие пожилые люди в возрасте 65 лет и старше. Средний размер домашнего хозяйства составил 2,57 человек, а средний размер семьи — 2,97 человек.
Население статистически обособленной местности по возрастному диапазону по данным переписи 2000 года распределилось следующим образом: 23,2 % — жители младше 18 лет, 3,7 % — между 18 и 24 годами, 29,1 % — от 25 до 44 лет, 31,8 % — от 45 до 64 лет и 12,2 % — в возрасте 65 лет и старше. Средний возраст жителей составил 41 год. На каждые 100 женщин в Спринг-Лейк приходилось 85,8 мужчин, при этом на каждые сто женщин 18 лет и старше приходилось 90,2 мужчин также старше 18 лет.
Средний доход на одно домашнее хозяйство статистически обособленной местности составил 41 250 долларов США, а средний доход на одну семью — 58 516 долларов. При этом мужчины имели средний доход в 36 964 доллара США в год против 22 143 доллара среднегодового дохода у женщин. Доход на душу населения статистически обособленной местности составил 41 250 долларов в год. Все семьи имели доход, превышающий уровень бедности, 3,4 % от всей численности населения находилось на момент переписи населения за чертой бедности, при том все жители младше 18 и старше 65 лет имели совокупный доход, превышающий прожиточный минимум.